# Air Ocean Airlines
Air Ocean Airlines – колишній український авіаперевізник, що базувався у Міжнародному аеропорту Київ (Жуляни). Компанія здійснювала як внутрішні регіональні, так і міжнародні авіаперевезення.
15 січня 2022 року авіакомпанія призупинила всі польоти із запланованим відновленням 15 березня 2022 року. 

Проте у той же час українська влада призупинила експлуатаційну ліцензію авіакомпанії до подальшого повідомлення. 

Особливістю авіакомпанії був флот, що повністю складається з пасажирських літаків Антонов Ан-148 вітчизняного виробництва.

## Історія створення
Після подій 2014 року в Криму та на Сході, Україна та Російська Федерація припинили всі напрацювання та спільні суспільно-економічні  проєкти практично в усіх сферах. Таку долю спіткала й авіаційна галузь. Значну кількість літальних апаратів російської авіації займали літаки Антонов українського виробництва. Проте, після 2014 року перед авіаційною галуззю Росії постала глобальна проблема, що полягала у підтримці належного технічного стану та подальшої експлуатації українських літаків. Без допомоги українських фахівців та без українських запчастин, які Росія не у змозі замінити власними, утримувати флот з літаків Ан-148 для держави-агресора стало непосильною справою.
У 2021 році Російська Федерація передала у користування Україні 2 літаки Ан-148. З цього моменту почалася робота над створенням нової української авіакомпанії "Air Ocean Airlines".
23 жовтня 2021 року компанія отримала сертифікат експлуатанта, а 29 жовтня Державна авіаційна служба України видала авіакомпанії ліцензію на право здійснення господарської діяльності з перевезення пасажирів повітряним транспортом.
Перший рейс реактивного літака Ан -148 авіакомпанії “Air Ocean Airlines” за маршрутом Київ – Миколаїв відбувся 30 жовтня 2021 року.

## Флот
| Літак          | У флоті | Очікується |
| -------------- | ------- | ---------- |
| Антонов Ан-148 | 2       | 10         |

## Напрямки польотів
| Внутрішні | Міжнародні                               |
| --- | ---------------------------------------- |
| Запоріжжя ✈ Київ (Жуляни) ✈ Львів Чернівці ✈ Київ (Жуляни) Львів ✈ Харків Львів ✈ Запоріжжя Харків ✈ Київ (Жуляни) | Київ (Жуляни) ✈ Амман Чернівці ✈ Стамбул |

## Цікаві факти
Air Ocean Airlines поряд з Antonov Airlines - єдині українські авіакомпанії-експлуатанти літаків лише вітчизняного виробництва.